# Cametá
Cametá är en stad och kommun i norra Brasilien och ligger i delstaten Pará. Kommunens befolkning uppgick år 2014 till cirka 130 000 invånare, varav cirka 40 000 invånare bodde i centralorten år 2010. Staden ligger vid Tocantinsfloden.

## Administrativ indelning
Kommunen var år 2010 indelad i nio distrikt:
- Areião
- Cametá
- Carapajó
- Curuçambaba
- Januacoeli
- Juaba
- Moiraba
- Torres do Cupijó
- Vila do Carmo do Tocantins